# GO (DEEPの曲)
「GO」（ゴー）は、DEEPの9枚目のシングル。2012年8月15日にrhythm zoneから発売された。

## 概要
- 前作の「Callin You」から約7か月後のシングルである。
- 「CD+DVD」「CDのみ」の2形態で発売。
- インストを除く4曲入りのシングルは「Endless road」以来である。
- 初動は前作から478枚ダウンの10,650枚であり、オリコン週間チャート14位となり、「milestone/SORA〜この声が届くまで〜」以来、6作振りにトップ10から陥落することになった。

## 収録曲
CD
1. GO
作詞：SHIROSE from WHITE JAM, NOA from WHITE JAM BEATZ、作曲・編曲：SHIROSE from WHITE JAM, Shimada from WHITE JAM BEATZ
TBS番組祭り『夏サカス2012〜笑顔の扉〜』テーマソング
2. Have a nice day
作詞：SHIROSE from WHITE JAM, NIKKI from WHITE JAM、作曲：Albi Albertsson, SHIROSE from WHITE JAM、編曲：Albi Albertsson
3. たとえ100の言葉でも
作詞・作曲：マシコタツロウ、編曲：Yoshiaki Fujisawa
4. People in the plan
作詞：SHIROSE from WHITE JAM、作曲：Gustav Efraimsson, Pontus Wennerberg, SHIROSE from WHITE JAM、編曲：Emili Carlin
『H.I.S 秋旅セール』 TVCMソング
5. GO (Instrumental)
6. Have a nice day (Instrumental)
7. たとえ100の言葉でも (Instrumental)
8. People in the plan (Instrumental)

DVD
1. GO (Video Clip)
2. GO (Making)